# Çò des de Juliana
Çò des de Juliana és una obra de Vielha e Mijaran (Vall d'Aran) inclosa a l'Inventari del Patrimoni Arquitectònic de Catalunya.

## Descripció
Çò des de Juliana presenta l'estructura d'un habitatge disposat en forma de "L" entorn d'un pati organitzador i amb un possible "uart" al darrere. La façana principal paral·lela a la "capièra" queda orientada a migidia, amb una galeria i una borda adossades per la banda de llevant. Les obertures del casal resoltes amb fusta i disposades en tres rengles defineixen una estructura de tres plantes i "humarau", aixoplugada per una coberta d'encavallades de fusta i teulada de pissarra, a dos vessants i "tresaigües" en els "penalèrs". La planta soterrani ("cava") és airejada per unes finestres apaïsades. La porta d'entrada, un xic elevada, presenta un bon treball de fusteria, dataria de vers 1920 i fou obra del reconegut mestre aranès Fransesc Moga d'Arròs. Elaborada amb fusta de freixa i de faig, les fulles són ornades amb plafons i un muntant de tancar, amb la particularitat que la banda superior fou resolta amb vidres ("veires")per tal de donar més llum. Destaca un bloc de marbre que presideix la porta amb la següent inscripció 1731//[motiu heràldic]// F[elix] De M[iquel]L BRENMA.El moryiu central tal vegada representaria el cap d'un brau entre palmetes.

## Història
En el llibre de Vilac compareix un Joan Puig de Jualiana (1730) cognom aquest també trobem en altres cases de la població (Sarcos, Sastre) i que ja surt documentat l'any 1313 al desaparegut nucli de Castelh. D'acord amb això i la inscripció conservada podem conjecturar que els Puig foren hereus d'una branca del clan dels Miquel